# Margriet von Oranien-Nassau

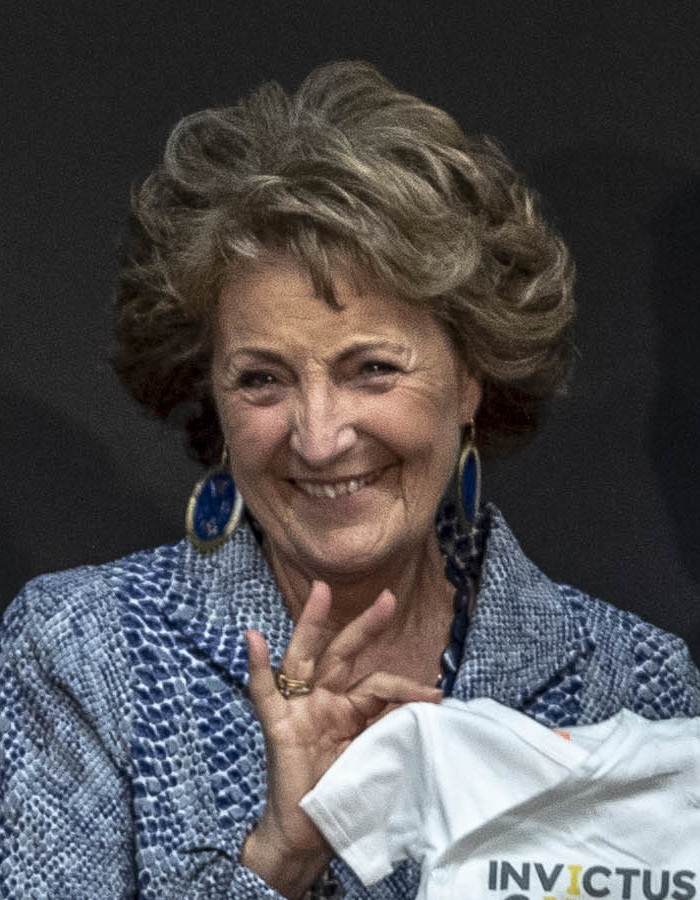
Margriet von Oranien-Nassau (2019)

Margriet Francisca Prinzessin der Niederlande, Prinzessin von Oranien-Nassau, Prinzessin zur Lippe-Biesterfeld (* 19. Januar 1943 in Ottawa) ist die dritte Tochter von Königin Juliana und Prinz Bernhard zur Lippe-Biesterfeld.

## Leben

### Kindheit und Ausbildung

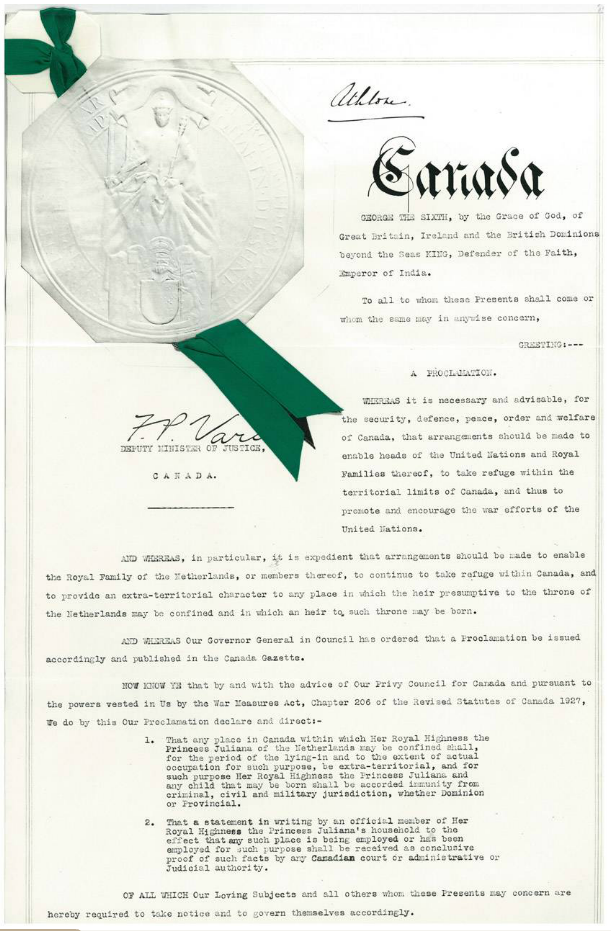
Per Verordnung wurde das Krankenhaus, in dem man die Geburt Margriets erwartete, zum exterritorialen Gebiet erklärt, auf dass sie keine kanadische Bürgerin würde.

Margriet kam in Ottawa (Kanada) zur Welt, wo sich die königliche Familie nach der Okkupation der Niederlande (zeitgleich mit Belgien und Luxemburg) durch die Wehrmacht seit Juni 1940 aufhielt. Nach dem in Kanada geltenden Jus soli hätte sie mit der Geburt im Land auch die kanadische Staatsbürgerschaft bekommen. Das Krankenhauszimmer im Ottawa Civic Hospital, in dem die Prinzessin geboren wurde, war vorübergehend vom Geltungsbereich des kanadischen Rechts ausgenommen worden (siehe Extraterritorialität), sodass Prinzessin Margriet keine doppelte Staatsbürgerschaft erhielt, sondern ausschließlich die niederländische. Nach der Befreiung der Niederlande von der deutschen Besatzung betrat Prinzessin Margriet, zusammen mit ihren Eltern und ihren Schwestern, am 2. August 1945 zum ersten Mal niederländischen Boden. Die Familie bezog Palais Soestdijk in Baarn.
Prinzessin Margriet besuchte zunächst in Bilthoven die Grundschule Werkplaats Kindergemeenschap und ab der dritten Klasse in Baarn die Nieuwe Baarnsche School. Gymnasialunterricht erhielt sie am Baarnsch Lyceum, wo sie 1961 die Reifeprüfung ablegte. Anschließend besuchte die Prinzessin ein Jahr lang Vorlesungen über französische Literatur, Geschichte und Kunstgeschichte an der Universität Montpellier. Zurück in den Niederlanden, immatrikulierte sie sich an der Juristischen Fakultät der Universität Leiden. Später absolvierte sie im Krankenhaus De Lichtenberg in Amersfoort eine Ausbildung zur Helferin des Niederländischen Roten Kreuzes.

### Familie
Prinzessin Margriets älteste Schwester ist Prinzessin Beatrix, die vom 30. April 1980 bis 30. April 2013 Königin der Niederlande war. In der Thronfolge nimmt Prinzessin Margriet nach den Kindern von Willem-Alexander, Prinz Constantijn sowie dessen Kindern den achten Platz ein. Ihre beiden weiteren Schwestern Irene und Christina verloren ihre Zugehörigkeit zum Königshaus und wurden von der Thronfolge ausgeschlossen, weil sie ihre Ehen ohne Zustimmung des niederländischen Parlaments eingegangen und zum Katholizismus übergetreten sind.
Ehe und Nachkommen

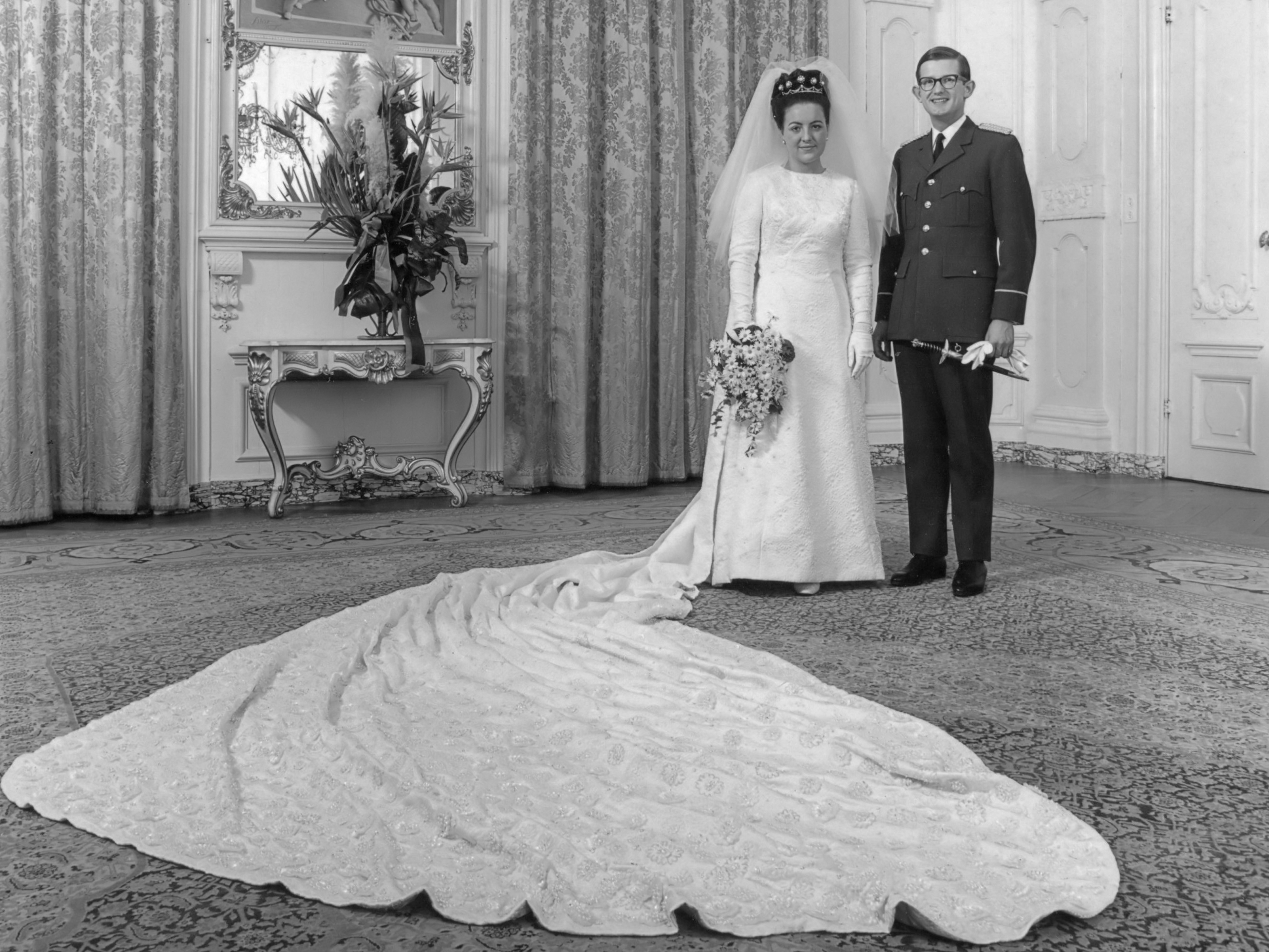
Prinzessin Margriet und Pieter van Vollenhoven am Tag der Hochzeit

Während ihres Studiums in Leiden lernte Prinzessin Margriet Pieter van Vollenhoven (* 30. April 1939 in Schiedam) kennen. Am 10. März 1965 wurde die Verlobung bekanntgegeben. Die Eheschließung vollzog am 10. Januar 1967 der Haager Bürgermeister Hans Kolfschoten im damaligen Rathaus in der Javastraat. Anschließend nahm Hendrikus Berkhof in der St. Jacobskerk die kirchliche Trauung vor.
Das Ehepaar bezog den rechten Flügel von Schloss Het Loo in Apeldoorn. 1975 zog die Familie ins Haus Het Loo um, das Prinzessin Margriet und ihr Mann ganz in der Nähe des Schlosses hatten bauen lassen.
Das Paar hat vier Söhne und elf Enkelkinder:
1. Prinz Maurits Willem Pieter Hendrik (* 17. April 1968 in Utrecht) und Prinzessin Marilène (geboren als Marie-Hélène Angela van den Broek am 4. Februar 1970 in Dieren) sind seit dem 29. Mai 1998 miteinander verheiratet. Sie haben zwei Töchter und einen Sohn.
2. Prinz Bernhard Lucas Emmanuel (* 25. Dezember 1969 in Nijmegen) und Prinzessin Annette (geboren als Annette Sekrève am 18. April 1972 in Den Haag) sind seit dem 6. Juli 2000 miteinander verheiratet. Sie haben eine Tochter und zwei Söhne.
3. Prinz Pieter-Christiaan Michiel (* 22. März 1972 in Nijmegen) und Prinzessin Anita (geboren als Anita Theodora van Eijk am 27. Oktober 1969 in Neuenburg) sind seit dem 25. August 2005 miteinander verheiratet. Sie haben einen Sohn und eine Tochter.
4. Prinz Floris Frederik Martijn (* 10. April 1975 in Nijmegen) und Prinzessin Aimée (geboren als Aimée Leonie Allegonde Marie Söhngen am 18. Oktober 1977 in Amsterdam) sind seit dem 20. Oktober 2005 verheiratet. Sie haben zwei Töchter und einen Sohn.

## Aufgaben

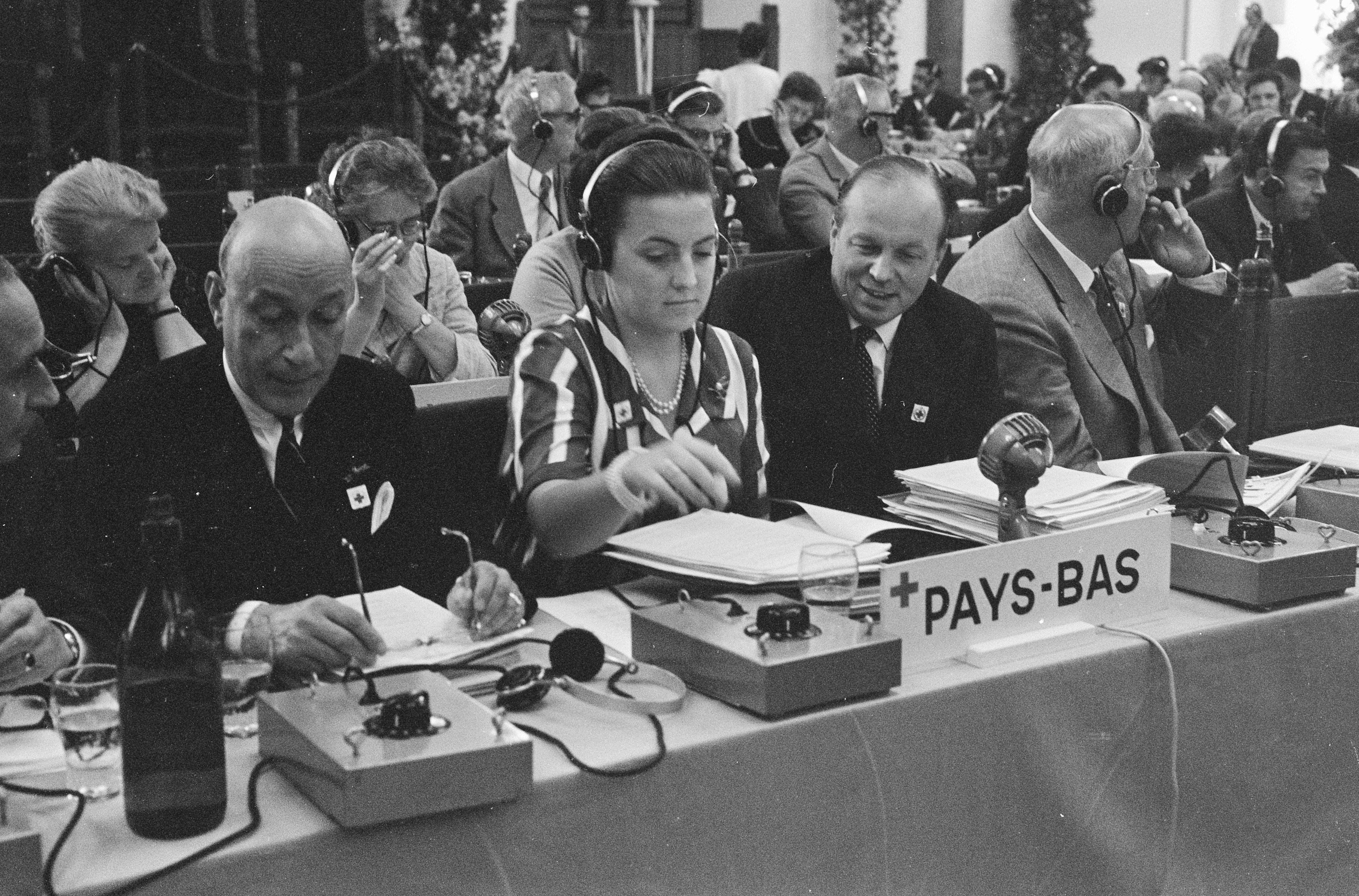
Prinzessin Margriet bei einer Versammlung des Niederländischen Roten Kreuzes am 8. September 1967

Prinzessin Margriet bekleidet Funktionen im gesellschaftlichen, sozialen und kulturellen Bereich, als Mitglied der königlichen Familie übernimmt sie auch eine repräsentative Aufgabe.
1966 begann Prinzessin Margriet ihre ehrenamtliche Tätigkeit für das Rote Kreuz als Helferin erster Klasse. Von 1987 bis 2011 war sie Vizepräsidentin des Niederländischen Roten Kreuzes. In Anerkennung ihres Einsatzes für das Niederländische Rote Kreuz wurde im Jahr 2011 der Prinzessin-Margriet-Fonds gegründet, der sich zum Ziel gesetzt hat, die Bevölkerung besser auf Naturkatastrophen vorzubereiten. Zwischen 1995 und 2003 war sie zudem Präsidentin der Ständigen Kommission der Internationalen Rotkreuz- und Rothalbmond-Bewegung.
Von 1984 bis 2007 war Margriet Präsidentin der Europäischen Kulturstiftung.
Sie ist Schirmherrin u. a. der Netherland-America Foundation in New York, die zur Festigung der freundschaftlichen Beziehungen zwischen den Niederlanden und den Vereinigten Staaten gegründet wurde, sowie der niederländischen Stiftung SOS-Kinderdorf.